# Dryopteris clintoniana
Espèce
Synonymes
- Aspidium cristatum var. clintonianum D.C. Eaton[2].
- Dryopteris cristata var. clintoniana (D.C. Eat.) Underwood[3].
- Dryopteris cristata var. clintoniana (D.C. Eaton) Underw[2].
- Dryopteris ×poyseri Wherry[3].

Dryopteris clintoniana est une espèce de fougères de la famille des Dryopteridaceae.

## Liste des variétés et sous-espèces
Selon Tropicos (19 août 2019) (Attention liste brute contenant possiblement des synonymes) :
- forme hybride : Dryopteris clintoniana nothofo. australis (Wherry) Wherry ;
- variété Dryopteris clintoniana var. australis Wherry.